# Walther von Hünersdorff
Walther Ernst Theodor von Hünersdorff (28. listopadu 1898 – 17. července 1943) byl německý generál Wehrmachtu v hodnosti Generalleutnant (Generálporučík), který byl zabit v boji během bitvy u Kurska na východní frontě.

## Život
Walther von Hünersdorff se narodil 28. listopadu 1898 v Káhiře v Egyptě. Do armády vstoupil 9. srpna roku 1915 a byl zařazen ke 4. husarskému pluku, kde sloužil jako zbrojní důstojník a chvíli i jako dočasný pobočník velitele pluku. Po skončení války v armádě zůstal a během první světové války byl vyznamenán oběma stupni železného kříže.
Z počátku druhé světové války většinou sloužil jako náčelník štábu a účastnil se mnoha významných operací. Počátkem února roku 1943 se stal velitelem 6. tankové divize po generálu Erhardu Rausovi. Ve velení divize však nezůstal ani půl roku, když byl raněn během operace Citadela sovětským ostřelovačem poblíž Bělgorodu.
Ten ho zasáhl do hlavy, při čemž střepina z jeho ocelové helmy mu pronikla do hlavy a těžce poranila mozek. Následně na to byl vzat letounem Fieseler Storch do nemocnice v Charkově, kde se podrobil už zbytečné operaci, kterou vedl neurochirurg, vrchní lékař Luftwaffe Dr. Wilhelm Tönnis.
Na následky svých zranění zemřel 17. července 1943 a byl zpopelněn na válečném hřbitově v Charkově. Pohřební blahořečení patřilo generálplukovníkovi Hermannu Hothovi. Poslední pocty mu vzdali např. polní maršál Erich von Manstein nebo generálové Werner Kempf a Erhard Raus.

## Shrnutí vojenské kariéry
Data povýšení
- Fahnenjunker – 9. srpen, 1915
- Fähnrich – 5. květen, 1916
- Leutnant – 19. říjen, 1916
- Oberleutnant – 31. červenec, 1925
- Rittmeister – 1. únor, 1933
- Major – 1. duben, 1936
- Oberstleutnant – 1. červen, 1938
- Oberst – 1. červenec, 1941
- Generalmajor – 1. květen, 1943
- Generalleutnant (posmrtně) – 10. srpen, 1943

Významná vyznamenání
- Rytířský kříž (1382. držitel) – 22. prosinec, 1942
- Dubové ratolesti k rytířskému kříži (259. držitel) – 14. červenec, 1943
- Německý kříž ve zlatě – 26. leden, 1942
- Pruský železný kříž I. třídy (první světová válka)
- Pruský železný kříž II. třídy (první světová válka)
- Spona k železnému kříži I. třídy – 27. květen, 1940
- Spona k železnému kříži II. třídy – 14. květen, 1940
- Tankový bojový odznak ve stříbře[1]
- Medaile za východní frontu
- Kříž cti
- |  |  |  Služební vyznamenání wehrmachtu od IV. do I. třídy

## Galerie

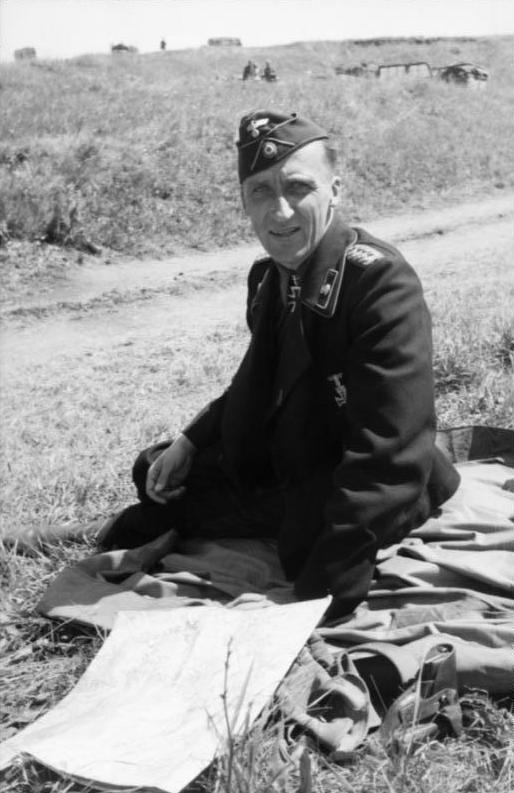
"Walther von Hünersdorff jako generálmajor v černé tankové uniformě během června roku 1943."
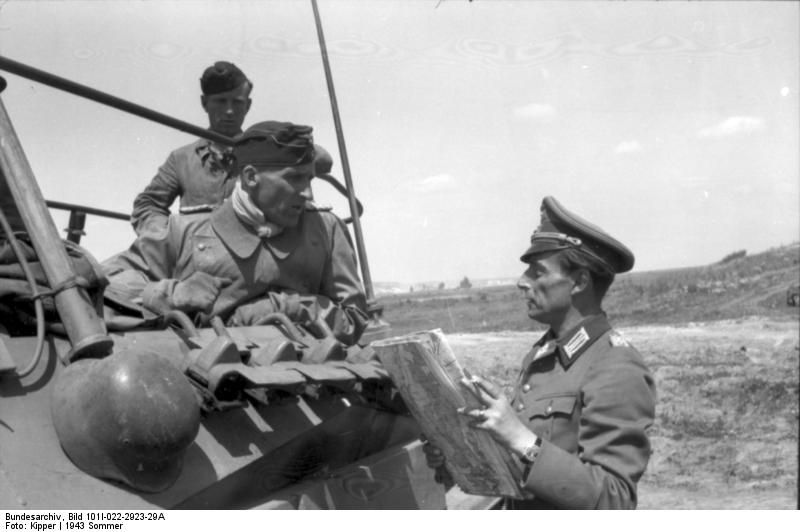
"Generálmajor von Hünersdorff (v transportéru SdKfz 251) při poradě s neznámým kapitánem během bitvy v Kurském oblouku."
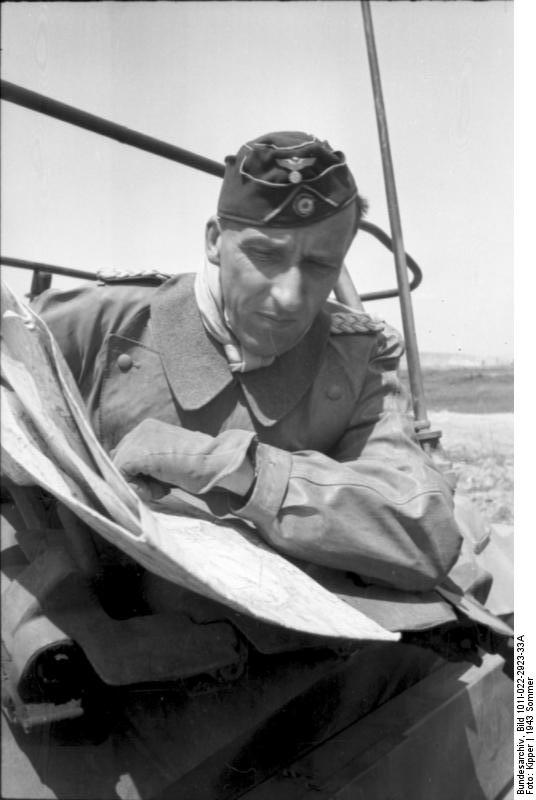
"Generálmajor Walther von Hünersdorff ve svém velitelském vozidle."
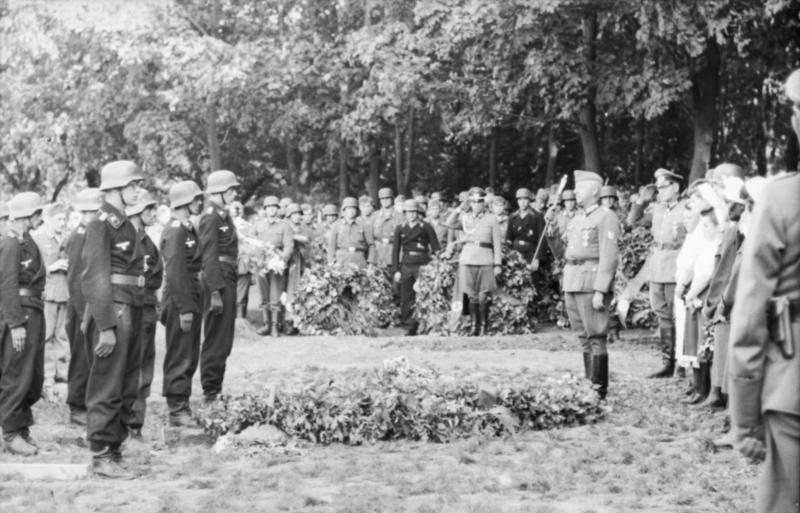
"Pohřeb generálporučíka von Hünersdorffa. Polní maršál Erich von Manstein (vpravo s maršálskou holí) pronáší smuteční řeč."